# Citriobatus linearis
Citriobatus linearis là một loài thực vật có hoa trong họ Pittosporaceae. Loài này được (F.M.Bailey) C.T.White mô tả khoa học đầu tiên năm 1938.